# Лукьян Кириллов
Лукьян Кириллов — протопоп, настоятель Благовещенского собора Московского кремля, духовник (1656-1666) царя Алексея Михайловича.

## Биография
Отсутствие указаний в историографии на особую деятельность в области церковной и общественной жизни того времени, даёт повод предполагать, что Лукьян Кириллов не был такою выдающийся личностью, как его предшественник Стефан Вонифатьев и приемник Андрей Савинович Постников. О его любви к чтению свидетельствует тот факт, что в октябре 1664 году, по приказанию царя, велено было отнести к Лукьяну из приказа Тайных дел печатные книги: псалтырь, 2 пролога за сентябрь и март, творение Ефрема Сирина и Аввы Дорофея.
Царь Алексей Михайлович неоднократно через своего духовника оказывал благотворения нуждающимся, так в июне 1665 года прислал ему 200 рублей на раздачу милостыней, что сопоставимо со средствами выделяемые московскому патриарху для этих же целей.
Павел Алеппский в описании своего путешествия в Россию в 1657 году даёт некоторое представление о внешности Лукьяна Кириллова, хотя и не называет его по имени: "они (прим. протопопы Благовещенского и Архангельского соборов) тучны, толсты, с большими животами и жирным телом".